# Heerlijkheid Thannhausen
Thannhausen was een tot de Zwabische Kreits behorende heerlijkheid binnen het Heilige Roomse Rijk.
Het dorp Thannhausen was tot 1268 in het bezit van de Hohenstaufen. De heren van Thannhausen waren rijksministeriaal. 
In 1560 komt het dorp met het halsgerecht en de heerlijkheid aan een Augsburgse patriciër, Baumgartner, vrijheer van Hohenschwangau, die het bezit meteen verpandt. 
Na veel wisselingen van eigenaar komt de heerlijkheid in 1665 aan de graaf van Sinzendorf als graafschap en rijksleen. Daarmee behoort Thannhausen niet langer tot de gebieden van de rijksridderschap. In 1706 wordt het graafschap verkocht aan de familie van Stadion, die sinds 1 december 1705 rijksgraaf zijn. Op 8 mei 1708 worden de graven tot het college van de graven van Zwaben in de Rijksdag toegelaten, dit op grond van het bezit van Thannhausen.
Sinds 1708 voerden ook de graven van Harrach de titel en het wapen van Thannhausen.
In artikel 24 van de Rijnbondakte wordt de heerlijkheid Thannhausen onder de soevereiniteit van het koninkrijk Beieren gesteld: de mediatisering.